# Březen 2017

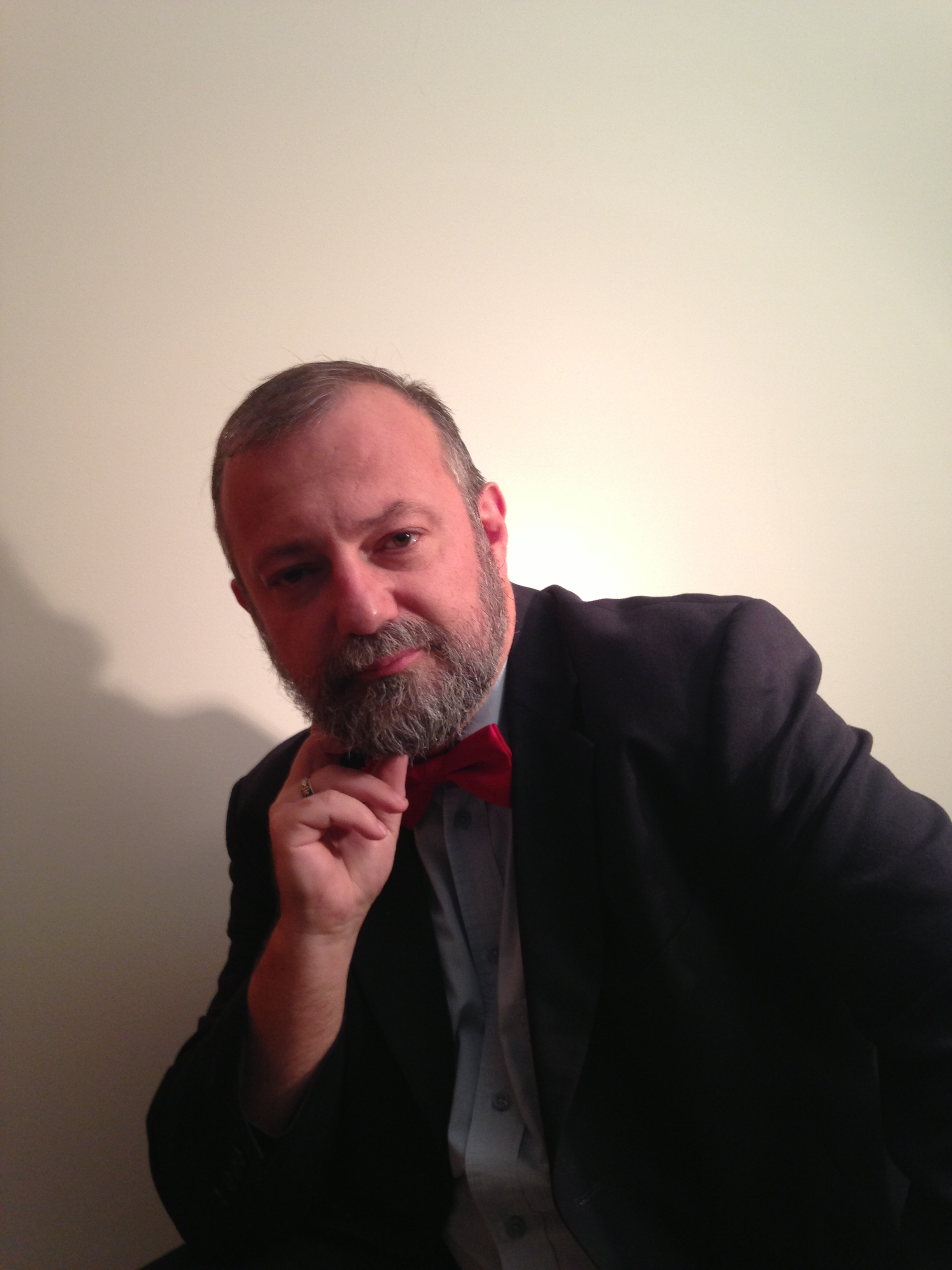
Hynek Kmoníček

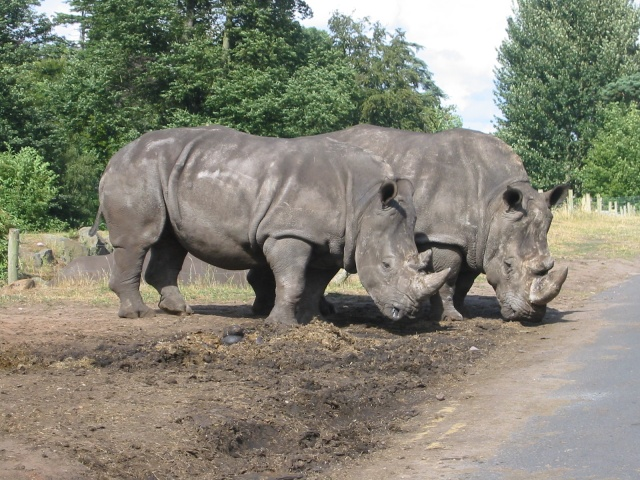
Nosorožec

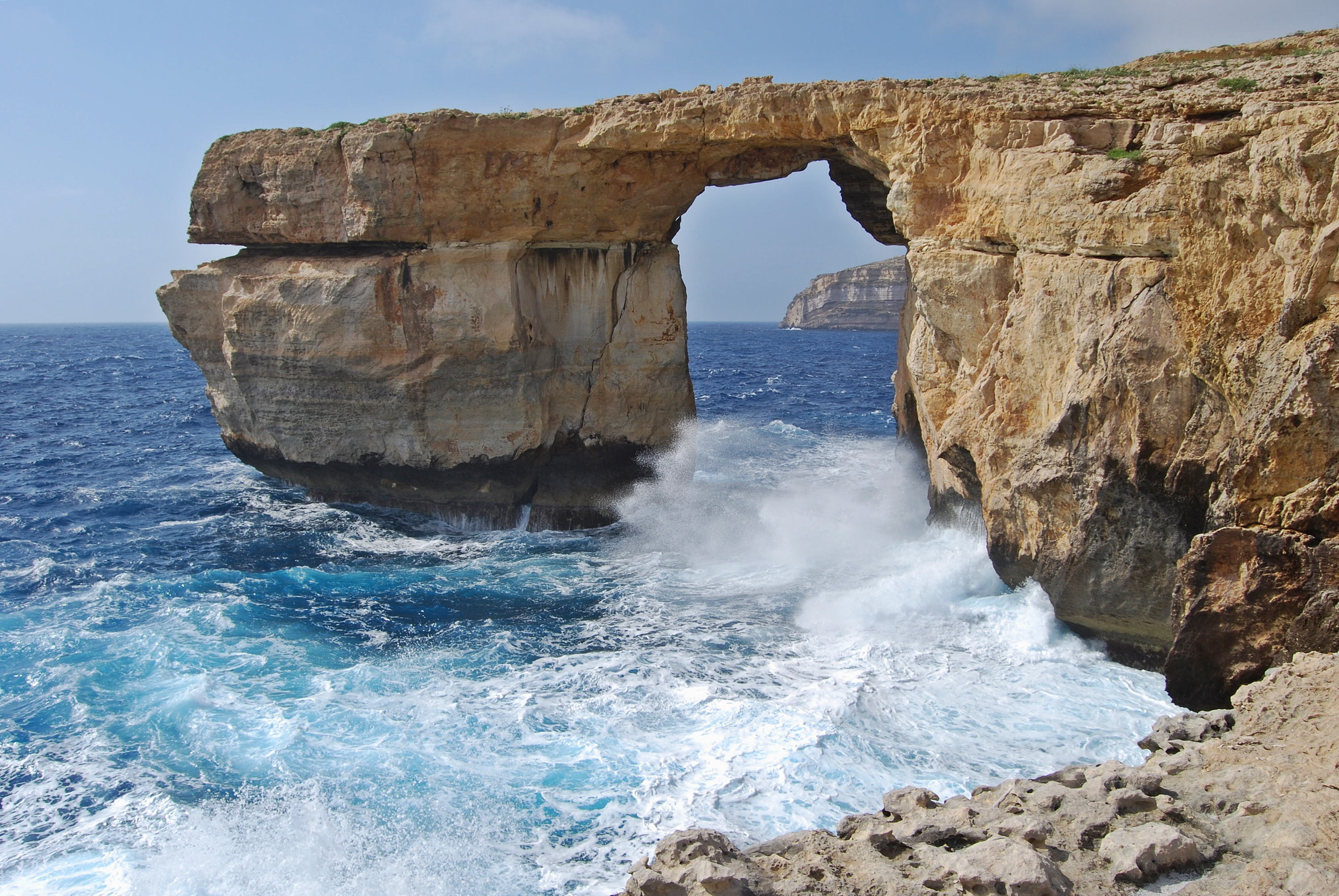
Azurové okno

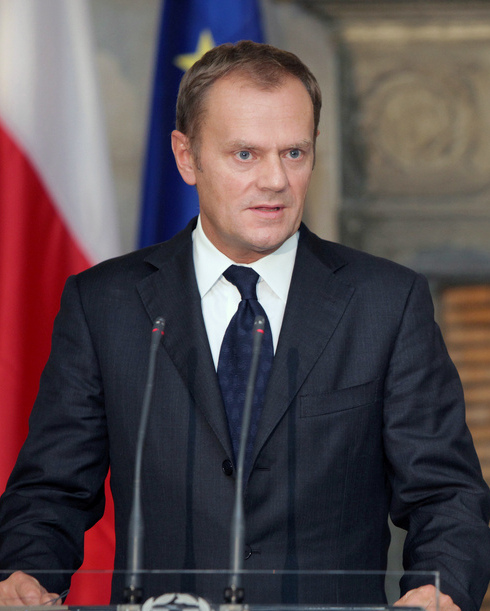
Donald Tusk

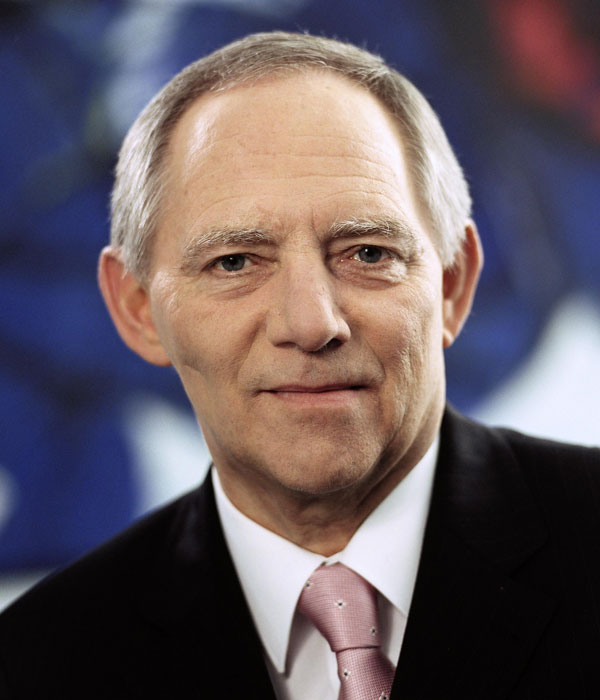
Wolfgang Schäuble

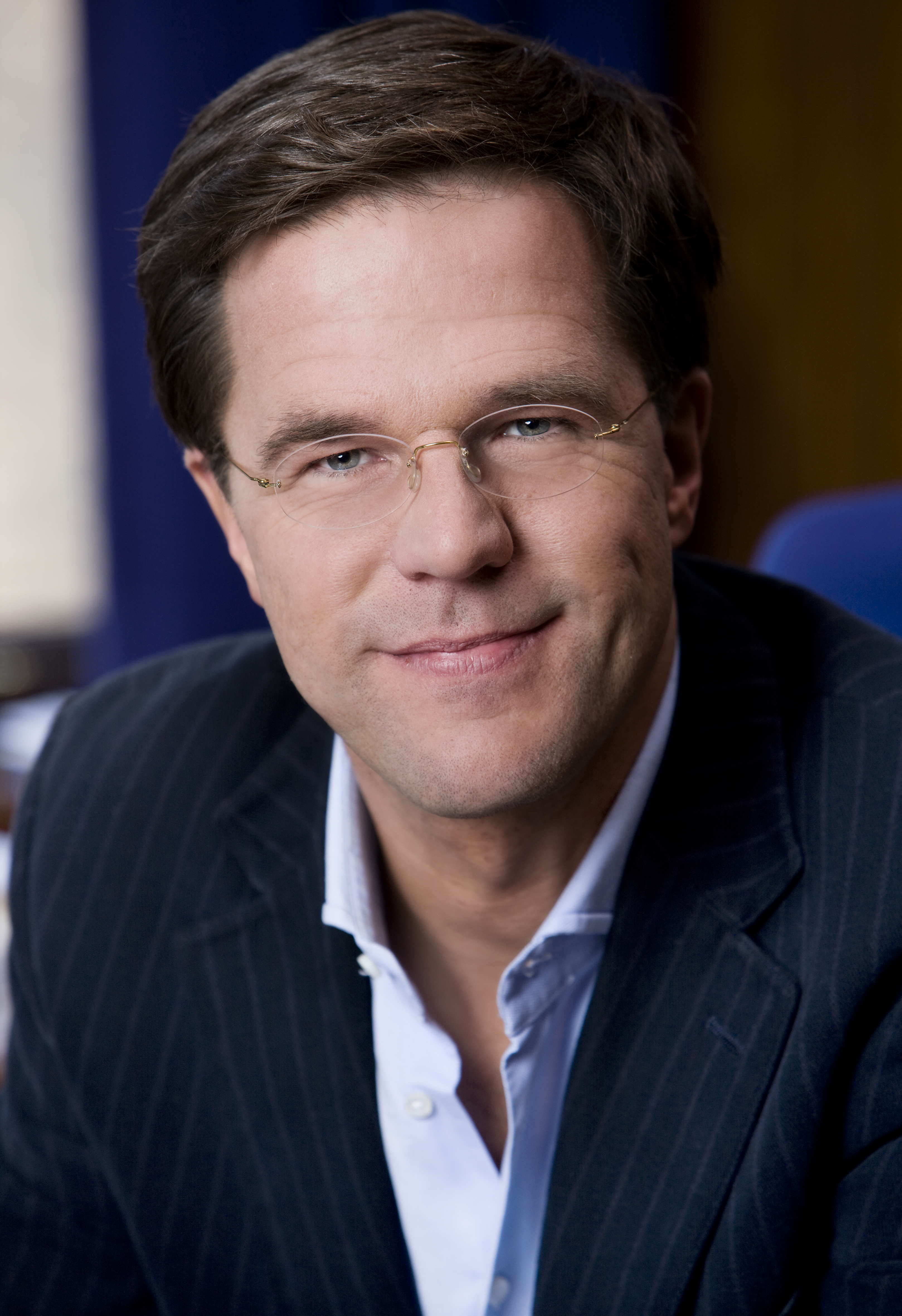
Mark Rutte

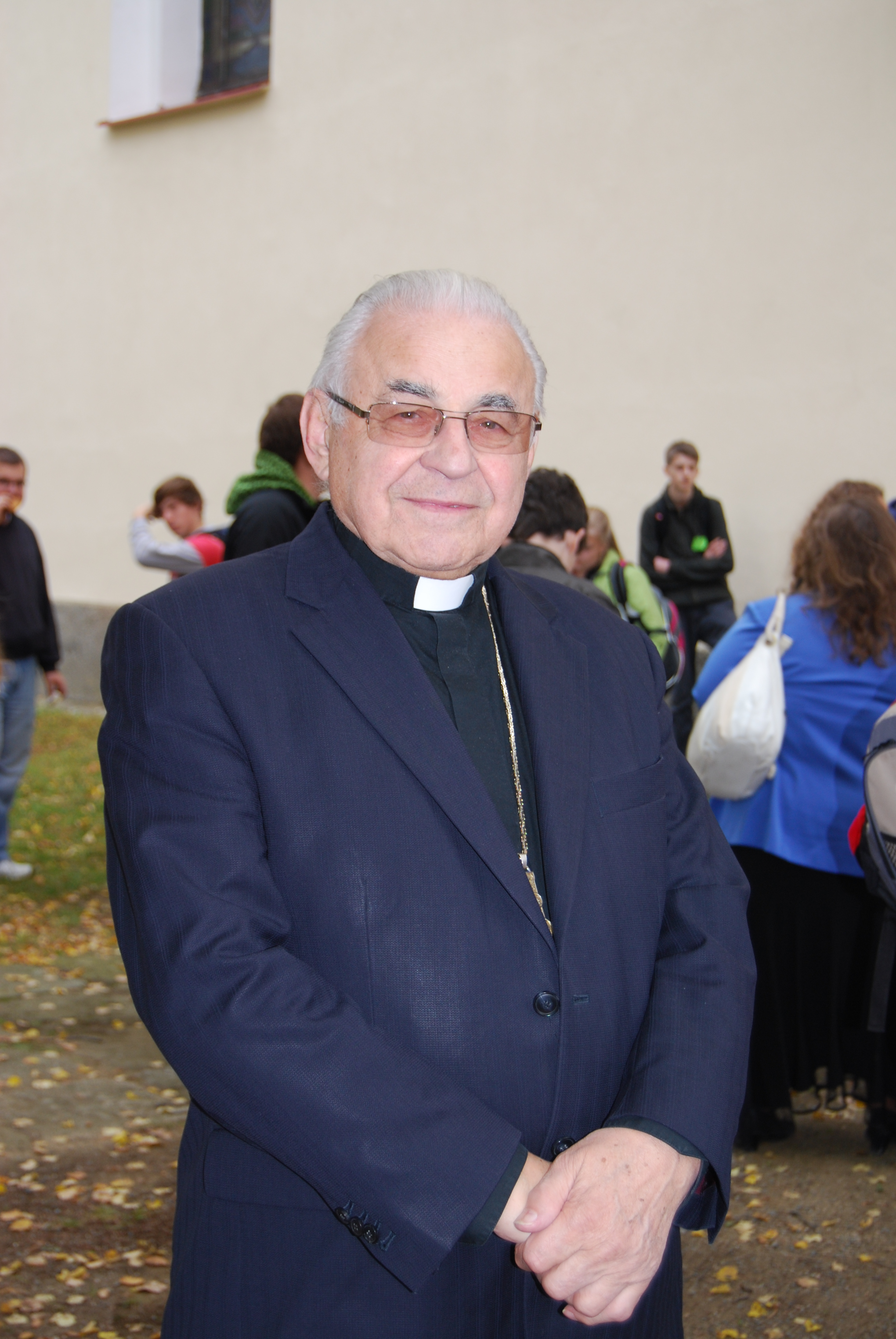
Miloslav Vlk

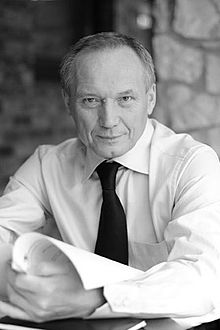
Uladzimir Njakljajev

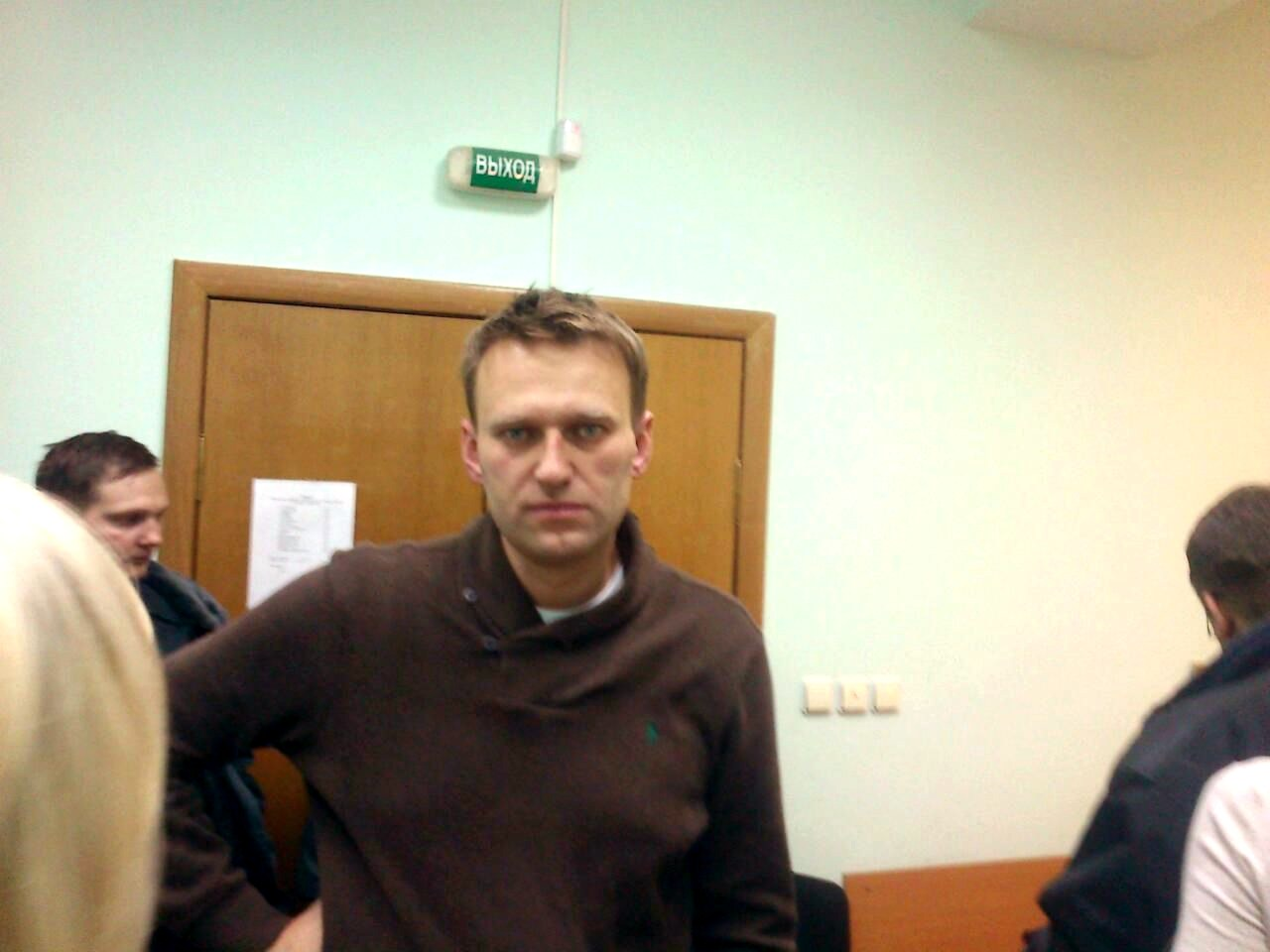
Alexej Navalnyj

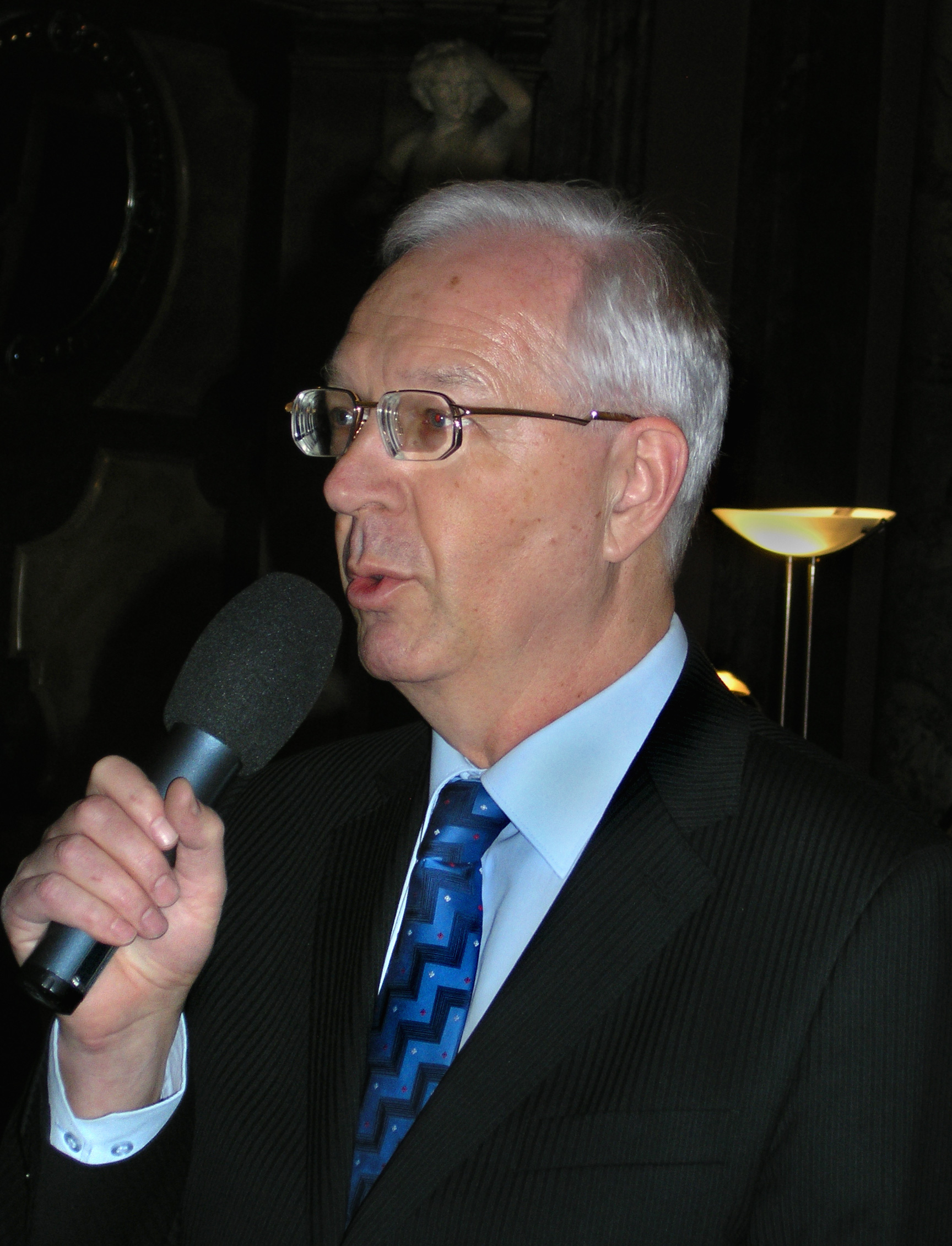
Jiří Drahoš

1. března – středa
 Započala druhá fáze programu EET, kdy firmy a podnikatelé ve velkoobchodu a maloobchodu musí začít elektronicky evidovat tržby. Podle údajů Finanční správy se doposud reálně zapojilo něco přes 116 tisíc podnikatelů, tedy ani ne polovina počtu, který byl očekáván.
 Dosavadní ředitel zahraničního odboru Kanceláře prezidenta republiky Hynek Kmoníček se stane velvyslancem ČR ve Spojených státech. Nadále však bude působit i jako zahraničněpolitický poradce prezidenta republiky.
2. března – čtvrtek
 Švédská vláda rozhodla o znovuzavedení povinné vojenské služby. Jako důvody uvedla obavy z ruské agrese a nízký zájem o službu v armádě. První branci, nově i dívky, by měli narukovat na začátku roku 2018.
 Bývalý egyptský prezident Husní Mubárak byl nejvyšším odvolacím soudem zproštěn viny z podílu na smrti protestujících během demonstrací v roce 2011 a bude z vězeňské nemocnice propuštěn domů.
 Nejméně 10 horníků zemřelo při výbuchu methanu v uhelném dole u města Sokal ve Lvovské oblasti.
 Syrské ozbrojené síly vytlačily Islámský stát ze strategického města Palmýra v centrální Sýrii.
3. března – pátek
 Český statistický úřad oznámil, že zisk českého zemědělství loni meziročně stoupl o 25,9 procenta na 20,22 miliardy korun. Objem vyplacených dotací na výrobu se meziročně zvýšil pouze o 3,4 procenta.
4. března – sobota
 Americké jednotky vstoupily do syrského města Manbidž s cílem zamezit tureckému útoku na město ovládané Syrskými demokratickými silami.
 V severoirských regionálních volbách těsně zvítězila Demokratická unionistická strana nad separatistickou stranou Sinn Féin.
5. března – neděle
 Během víkendu připlulo na záchranných lodích na italský ostrov Sicílii téměř 1 300 uprchlíků z Afriky, převážně z Libye. Na jedné z lodí přitom zahynul 16letý chlapec.
6. března – pondělí
 Americký prezident Donald Trump podepsal nový, druhý dekret o omezení migrace do USA. Oproti prvnímu, posléze soudem zrušenému dekretu, zmírňuje podmínky pro zákaz vstupu občanů vybraných šesti muslimských států a úplně vyjímá z tohoto zákazu občany Iráku.
7. března – úterý
 Do zoologické zahrady ve francouzském Thoiry, 50 kilometrů od Paříže, vnikli v noci neznámí pytláci, zastřelili pětiletého samce nosorožce a uřezali mu rohy. Je to v Evropě vůbec poprvé, kdy pytláci útočili na zvíře v zoologické zahradě.
 Severní Korea zakázala desítkám malajsijským občanům opustit své území. Malajsie zavedla stejné opatření jako odvetu.
 Spojené státy americké zahájily rozmísťování elementů protiraketové obrany THAAD v Jižní Koreji.
8. března – středa
 Azurové okno, turisticky atraktivní vápencová skalní brána na maltském ostrově Gozo, se kompletně zhroutilo během silné bouře.
 Nejméně 49 lidí bylo zabito při útoku ozbrojenců z Islámského státu na vojenskou nemocnici v afghánském hlavním městě Kábulu.
 Ostravským urbexerům se na polském území, nedaleko hranic s Českou republikou, podařilo najít tajnou nacistickou podzemní továrnu Krabbe.
 Bolivijský prezident Evo Morales podepsal zákon, jímž se téměř zdvojnásobuje plocha pro legální pěstování koky pro její léčivé účinky i jako součásti kulturního dědictví země. Odpůrci legislativu kritizují, protože podle nich velké množství bolivijské koky skončí v rukou obchodníků s drogami.
9. března – čtvrtek
 Donald Tusk byl i přes odpor polské vlády znovuzvolen předsedou Evropské rady.
 Americké státy Havaj, New York, Massachusetts a Washington zažalovaly nový protiimigrační dekret prezidenta Donalda Trumpa.
 Spojené státy vyslaly do Sýrie 400 příslušníků námořní pěchoty s cílem podpořit ofenzivu proti Islámskému státu ve městě Rakka.
10. března – pátek
 Jihokorejský ústavní soud formálně zbavil moci sesazenou prezidentku Pak Kun-hje.
 Premiér Bohuslav Sobotka obhájil funkci předsedy ČSSD.
 Český prezident Miloš Zeman potvrdil, že se příští rok opět zúčastní prezidentských voleb.
 Do akce Vlajka pro Tibet, každoročního připomenutí Tibetského národního povstání, se zapojilo 740 obcí a 84 škol.
11. března – sobota
 Nizozemsko nepovolilo tureckému ministrovi zahraničí Mevlütovi Çavuşogluovi přistát v Rotterdamu, kde se chtěl setkat s tamními Turky v rámci kampaně před referendem o změně turecké ústavy. Turecké úřady jako odpověď uzavřely vstup na nizozemskou ambasádu v Ankaře, údajně z bezpečnostních důvodů.
12. března – neděle
 Německý ministr financí Wolfgang Schäuble vzkázal tureckému prezidentovi Erdoğanovi, že pokud budou turečtí politici pokračovat ve snaze o politickou agitaci ohledně svých vnitrostátních záležitostí v zemích Evropské unie, může to silně zkomplikovat hospodářskou pomoc, kterou Turecko od Unie dostává.
13. března – pondělí
 Rada Evropské unie prodloužila o další půlrok sankce vůči vybraným osobám a subjektům v Rusku vzhledem k aktivitám ohrožujícím územní celistvost, svrchovanost a nezávislost Ukrajiny.
14. března – úterý
 Poslanci Evropského parlamentu většinou hlasů schválili návrh směrnice zpřísňující držení střelných zbraní. Proti směrnici se postavili především především liberálové v čele s bývalým belgickým premiérem Guy Verhofstadtem a čeští europoslanci.
 Severovýchod Spojených států od Marylandu až po Maine postihla mohutná bouře Stella doprovázená silným větrem a hustým sněžením. Komplikace v dopravě se dotkly miliónů Američanů, bylo zrušeno na šest tisíc letů a na mnoha místech úřady vyhlásily nouzový stav.
15. března – středa
 V Justičním paláci v syrském hlavním městě Damašku se odpálil sebevražedný útočník. Zahynulo přitom 31 lidí a 60 dalších bylo zraněno, o hodinu později otřásla městem druhá exploze.
 V Pákistánu začalo rozsáhlé sčítání lidu. Jde přitom první sčítání po 19 letech, počet obyvatel země se přitom odhaduje na téměř 200 milionů.
16. března – čtvrtek
 Vítězem nizozemských parlamentních voleb se stala Lidová strana pro svobodu a demokracii (VVD) dosavadního premiéra Marka Rutteho (na obrázku). Na druhém místě skončila nacionalistická Strana pro svobodu (PVV) Geerta Wilderse.
 Turecký ministr zahraničí Mevlüt Cavusoglu oznámil, že Turecko pozastavuje část dohody o migraci s Evropskou unií, podle které má Turecko přijímat zpět z Řecka uprchlíky, kteří se na jeho území nelegálním způsobem dostanou z Turecka. Zároveň pohrozil vypovězením této dohody celkově.
17. března – pátek
 Německá kancléřka Angela Merkelová navštívila USA a jednala několik hodin s americkým prezidentem Donaldem Trumpem o řadě otázek od bezpečnostních až po ekonomické.
18. března – sobota
 Ve věku 90 let zemřel americký zpěvák, kytarista a průkopník rokenrolu Chuck Berry.
 Ve věku 84 let zemřel Miloslav Vlk (na obrázku), český kardinál a 35. pražský arcibiskup.
19. března – neděle
 Úřadu německého prezidenta se ujal bývalý ministr zahraničí Frank-Walter Steinmeier a vystřídal v této funkci Joachima Gaucka. 
20. března – pondělí
 Na základě kontraktu z roku 2015 zahájilo Rusko dodávku moderních systémů protivzdušné obrany S-400 do Číny. 
21. března – úterý
 Osm set let stará lípa z Lipky na Chrudimsku získala 3. místo v celoevropské soutěži Evropský strom roku 2017. 
22. března – středa
 Při útoku u budovy parlamentu v Londýně zahynuli čtyři lidé včetně útočníka, který čtyři desítky dalších osob zranil..
 Ve věku 72 let zemřela Helena Štáchová, česká loutkoherečka, zpěvačka, scenáristka, režisérka, dabérka, hlas Máničky, bábinky a Lízy Simpsonové.
 V Jeruzalémě byla po devíti měsících prací dokončena rekonstrukce Božího hrobu, jedné z nejdůležitějších památek křesťanské církve.
23. března – čtvrtek
 Bývalý ruský poslanec Denis Voroněnkov, kritik režimu Vladimira Putina, byl zastřelen v ukrajinském hlavním městě Kyjevě.
 Po výbuchu muničního skladu u města Balaklija v Charkovské oblasti bylo evakuováno 20 000 lidí.
 Potopený trajekt MV Sewol byl po třech letech vyzvednut z mořského dna. Při potopení lodi v roce 2014 zahynulo 295 lidí.
24. března – pátek
 Americkou Sněmovnou reprezentantů neprošel návrh prezidenta Donalda Trumpa na zrušení Obamovy zdravotní reformy, známé též jako Obamacare. Vzhledem k hlasitému odporu značné části republikánů se jej Trump rozhodl sám stáhnout.
 Běloruská policie zadržela v Brestu Uladzimira Njakljajeva, jednoho z hlavních opozičních vůdců a prezidentského kandidáta ve volbách v roce 2010. Podle agentury BelaPAN zatčení souvisí s plánovanou demonstrací v Minsku, která má být protestem proti hospodářské a sociální politice režimu prezidenta Alexandra Lukašenka a na jejíž přípravě se Njakljajeva aktivně podílel.
 Německý parlament rozhodl o zavedení poplatků za použití německých dálnic, ty by se od roku 2019 měly týkat jak domácích řidičů, tak cizinců.
25. března – sobota
 V Římě se k 60. výročí podpisu Římských smluv, které daly vzniknout Evropskému hospodářskému společenství, sešli všichni vrcholní představitelé 27 členských států Evropské unie. Ve společné deklaraci se přihlásili k myšlence jednoty a nedělitelnosti. Evropská unie by podle ní měla být za deset let bezpečná, prosperující, konkurenceschopná a sociálně odpovědná. Text se též zmiňuje o možnosti postupovat sice za stejným cílem, ale jiným tempem a intenzitou aneb tzv. vícerychlostní Evropě.
 V katedrále svatého Víta na Pražském hradě proběhlo poslední rozloučení se zesnulým kardinálem Miloslavem Vlkem.
 Územím České republiky projel z Německa konvoj 125 vozidel americké armády směřující na základnu v Polsku.
 Herecká asociace udělila 24. výroční Ceny Thálie 2016 za mimořádné výkony a celoživotní mistrovství v oblastech jevištního umění.
26. března – neděle
 Ve věku 65 let zemřela česká zpěvačka Věra Špinarová.
 V Rusku probíhá řada silných demonstrací, kterou svým nedávným filmem o pohádkovém bohatství premiéra Dmitrije Medvěděva odstartoval vůdce opozice Alexej Navalnyj. Demonstrace proběhly již v 80 ruských městech, na demonstraci v Moskvě byl Navalnyj zadržen policií.
27. března – pondělí
 Z Bodeho muzea na Muzejním ostrově v centru Berlína byla odcizena zlatá pamětní mince Big Maple Leaf o hmotnosti 100 kg a nominální hodnotě 1 milion dolarů. Reálná hodnota mince je však několikanásobně vyšší.
28. března – úterý
 Bývalý šéf Akademie věd ČR Jiří Drahoš oznámil, že se bude ucházet o post prezidenta ČR. 
29. března – středa
 Stálý zástupce Spojeného království v EU předal předsedovi Evropské rady Donaldu Tuskovi dopis britské premiérky, kterým se spouští článek 50 Lisabonské smlouvy, na jehož základě země odejde z Evropské unie.
 Turecko ukončilo vojenskou intervenci v severní Sýrii.
30. března – čtvrtek
 Venezuelský nejvyšší soud převzal kompetence Národního shromáždění. Organizace amerických států označila situaci v zemi za státní převrat.
31. března – pátek
 Paraguayské hlavní město Asunción zachvátily nepokoje poté, co senát schválil změnu ústavy umožňující současnému prezidentovi Horaciu Cartesovi znovu kandidovat.
 Neformální parlament krymských Tatarů žaluje Rusko u Evropského soudu pro lidská práva, kde se odvolává proti rozhodnutí ruských orgánů zakázat jeho činnost a zařadit ho na listinu extremistických organizací.
 Americká společnost SpaceX vynesla na přechodovou dráhu ke geostacionární dráze satelit SES-10 pomocí nosné rakety Falcon 9 v1.2, jejíž první stupeň byl loni využit při letu SpaceX CRS-8. Poprvé tak byl znovu použit celý první stupeň rakety. Po oddělení od druhého stupně přistál první opět bezpečně na autonomní přistávací plošině v Atlantiku.